# Обсерватория Маунт-Стромло
Обсерватория Ма́унт-Стро́мло — астрономическая обсерватория, основанная в 1924 году на горе Стромло, Австралия недалеко от города Канберра. Является частью научной школы астрономии и астрофизики в Австралийском национальном университете. 18 января 2003 года обсерватория сгорела в ходе лесных пожаров.

## Руководители обсерватории
- 1939—1955 — Ричард Вулли
- 1957—1966 — Барт Ян Бок
- 1966—1977 — Олин Эгген
- 2002—2007 — Penny Sackett[англ.]
- с сентября 2007 года — Harvey Raymond Butcher[англ.]

## История обсерватории
Обсерватория была основана в 1924 году как «Солнечная обсерватория Содружества». До этого на этом же месте проводил наблюдения Пьетро Бараччи в 1911 году. До начала Второй мировой войны обсерватория специализировалась на наблюдениях Солнца и атмосферы Земли. Во время войны обсерватория принимала участие в производстве оптических прицелов. После Второй мировой войны в обсерватории начали заниматься вопросами звёздной и галактической астрономии и была переименована в «Обсерваторию Содружества». В 1946 году был создан Национальный Австралийский Университет (ANU), а в 1957 году обсерватория стала частью ANU. С 1956 по 1980 год на территории обсерватории работала «Южная Уппсульская станция» («The Uppsala Southern Station») (Уппсальская астрономическая обсерватория) c 0,6-м камерой Шмидта. В дальнейшем она была перенесена в обсерваторию Сайдинг-Спринг.
18 января 2003 года в результате огромного лесного пожара сгорели 5 телескопов и административные здания обсерватории. Спасти смогли только один 15-см телескоп Farnham. Восстановление обсерватории на данный момент завершено.

## Инструменты обсерватории
- 15-сантиметровый телескоп Farnham (1868 года) — единственный спасённый телескоп во время пожаров 2003 года
- 48-дюймовый Великий Мельбурнский Телескоп[англ.]
- 26-дюймовый рефрактор (D = 66 см, F ~ 12 м) — перевезен из Йельско-колумбийской южной обсерватории, в 2003 году сгорел
- 1,88-метровый (74-дюймовый) телескоп производства Grubb Parsons[англ.] (1955-2003гг)
- Южный телескоп Шмидта Уппсала[англ.] (D=0.52/0.66 м, F=1.75 м, работает по программе поиска околоземных астероидов, код обсерватории E12). Был установлен для Южного филиала Уппсальской обсерватории с 1956 по 1980 года[1]

## Направления исследований
- Наблюдения Солнца
- Метеорологические наблюдения
- Открытие астероидов
- Звёздная астрономия
- Внегалактическая астрономия

## Основные достижения
- 1864 астрометрических измерений опубликовано с 1958 по 2000 года[2]
- В 1993 году регистрация первого в наблюдательной астрономии случая гравитационного линзирования одной звезды другой, в ходе участия в проекте Массивный компактный объект гало
- Участие в проекте Гигантский Магелланов телескоп
- Создание под руководством Брайана Шмидта международной группы наблюдателей High-Z Supernova Search Team[англ.] для уточнения параметров расширения Вселенной — в результате данной работы было открыто ускоренное расширение Вселенной
- Руководство проектом 2dF Galaxy Redshift Survey[англ.]
- Руководство проектом SkyMapper
- Создание приборов для обсерватории Джемини
- Открытие карликовой галактики в Тукане
- Создание каталогов: эмиссионных туманностей Гама (Каталог Гама) и RCW Catalogue[англ.]
- Участие в программе International Planetary Patrol Program[англ.]

## Известные сотрудники
- К.-И. Лагерквист — первооткрыватель астероидов и комет
- Джованни Де Санктис — первооткрыватель астероидов и комет
- В. Цаппала — первооткрыватель астероидов и комет
- Брайан Шмидт — открытие ускоренного расширения Вселенной
- Джексон, Сирил — 1957—1963 гг
- Карл Гордон Хенайз — астронавт и астроном
- Вокулёр, Жерар Анри де — 1951-57 гг
- Gunnar Malmquist[англ.]
- Arthur Robert Hogg[англ.]
- Mary Lee Woods[англ.]
- Гам, Колин Стэнли — составитель каталога эмиссионных туманностей
- Gary A. Wegner[англ.]
- Кен Фримен
- Tim Axelrod
- Леонард Сирли[англ.]
- Гаскойн, Сидни Чарльз Бартоломью — астроном-исследователь, специалист по оптике

## Интересные факты
- Для проекта MACHO была создана крупнейшая на тот момент цифровая камера: 8 чипов 2048 на 2048 пикселей.
- Астероид (17640) Маунт-Стромло назван в честь обсерватории